# 易卜拉欣·特拉奧雷
易卜拉欣·特拉奧雷（法語：Ibrahim Traoré，1988年3月14日—）是布基納法索軍官，自2022年9月30日推翻總統保羅-亨利·桑達奧果·達米巴的政變以來擔任布基納法索的臨時領導人。他是目前世界最年轻的在任总统，也是最年轻的在任国家领导人。

## 生平
特拉奧雷出生於約1988年。他就讀於瓦加杜古大學，是穆斯林學生協會的成員。他於2010年加入布吉納法索陸軍，並在2020年晉升為上尉。他與成立於2019年的「眼鏡蛇」反恐部隊的關係存在爭議。根據BBC、半島電視台和德國日報等幾個消息來源，他是該部隊的成員然而新聞雜誌《Jeune Afrique》指出他與「眼鏡蛇」沒有任何關聯，而是在一個砲兵團服役。

## 政變
特拉奧雷是支持2022年1月布吉納法索政變並使保衛與復原愛國運動軍政府上台的一批軍官之一。他曾在布基納法索北部的卡亞擔任一個軍事單位的負責人，不是「眼鏡蛇」的一部分，就是炮兵單位。在布基納法索聖戰主義叛亂期間，他是在前線與叛軍作戰的許多年輕軍官之一。
1月政變的許多支持者對軍政府領導人保羅-亨利·桑達奧果·達米巴的表現感到不滿，認為他無力遏制聖戰分子的叛亂。特拉奧雷後來聲稱，他和其他官員曾試圖讓達米巴「重新關注」叛亂，但最終選擇推翻他，因為「他的野心正在偏離我們的初衷」。此外，「眼鏡蛇」部隊的軍餉也出現延誤。9月30日策劃發動政變時，特拉奧雷的軍銜是上尉，當時34歲。此行動是在「眼鏡蛇」部隊的支持下進行的。特拉奧雷宣布自己是保衛與復原愛國運動的新領導人。